# علي محمود (لاعب كرة سلة)
علي محمود هو لاعب كرة سلة لبناني كندي، يلعب حاليًا مع نادي الرياضي بيروت. طوله 1.83 متر ويلعب كلاعب هجوم خلفي.

## حياته
ولد علي محمود في 28 مايو 1983 في أوتاوا في أونتاريو بكندا، كان والده توفيق محمود قد هاجر إلى كندا قبل مولده. 
لعب مع فريق مدرسة القديس باتريك الثانوية من 1999 إلى 2002 ولعام دراسي واحد، وفي 2002-2003 لعب مع فريق جامعة أوتاوا، وفي عام 2003 حصل على عقد احتراف مع نادي المريميين الشانفيل الرياضي اللبناني، وبعد عام واحد انتقل إلى نادي لبناني آخر وهو نادي الرياضي بيروت، وظل يلعب معه حتى عام 2016. وبعد ذلك انضم إلى نادي بيبلوس لمدة عام واحد، ثم عاد إلى نادي الرياضي بيروت مرة أخرى.
كما أنه عضو في منتخب لبنان لكرة السلة، حيث شارك مع المنتخب في بطولة العالم لكرة السلة 2006 التي أقيمت في اليابان وفي بطولة العالم لكرة السلة 2010 في تركيا.
علي محمود معروف بقطعه للكرة من المنافس، ففي بطولة العالم لكرة السلة 2010 كان أفضل ثاني قاطع.

## الأندية
- 2002-2003 أوتاوا.
- 2003-2004: نادي المريميين الشانفيل الرياضي اللبناني.
- 2004-2016: نادي الرياضي بيروت.
- 2016-2017: نادي بيبلوس.
- 2017-2018: نادي الرياضي بيروت.
- 2021: انتقل إلى نادي ابني لبنان[5]

## البطولات والجوائز
- بطل الدوري اللبناني لكرة السلة 2005، 2006، 2007، 2008، 2009، 2010، 2011، 2014
- المركز الثاني في البطولة الآسيوية في الدوحة 2005.
- المشاركة في بطولة العالم في اليابان 2006
- أفضل لاعب محلي في الدوري اللبناني لعام 2009
- بطولة الأندية العربية - المركز الثاني - 2009
- بطولة العالم في تركيا 2010، حصل على جائزة ثاني أفضل سارق للكرة.

## وصلات خارجية
- علي محمود على موقع الاتحاد الدولي لكرة السلة (الإنجليزية)
- علي محمود على موقع الاتحاد الدولي لكرة السلة (الإنجليزية)
- علي محمود على موقع كرة السلة الأوروبية.كوم (الإنجليزية)
- علي محمود على موقع ريلجم (الإنجليزية)
- علي محمود على موقع بروبوليرز (الإنجليزية)
- علي محمود على موقع سبورتس رفرنس (الإنجليزية)

- بيانات علي محمود على basketball.eurobasket.com